# Luciano Vietto
Luciano Darío Vietto (Balnearia, 1993. december 5. –) argentin labdarúgó, az el-Kádiszijja játékosa. Tagja volt az argentin U20-as válogatottnak.

## Klubkarrier

### Korai évek
Egy argentin kisvárosban, Balneariában született, így nem volt kérdés, hogy 7 évesen a legközelebbi Independiente de Balnearia csapatába szerződjön. Hamar felfigyelt rá az Estudiantes, de két év után, miután nem látott benne elég tehetséget, továbbadta a Racing Club csapatának.

### Racing Club
Mielőtt betöltötte 18. életévét, már hivatalos szerződést kötött csapatával. 2011. október 26-án debütált Diego Simeone irányítása alatt, a Lanús ellen állt be csereként a 85. percben.
A 2013/14-es bajnokságban a Racing Club elvesztette első öt mérkőzését, így menesztették az edzőt, az új edző pedig nem tudta megfelelően beépíteni a csapatba Viettót, aki egész szezonban mindössze 5 gólt szerzett, 35 meccs alatt.

### Villarreal CF
2014. augusztus 4-én a spanyol Villarreal bejelentette az argentin csatár leigazolását, mialatt olyan csapatok is érdeklődtek iránta, mint a Valencia, vagy az Atlético Madrid. Ő maga választhatott csapatot, és egyből új nyilatkozott: "Azzal, hogy Spanyolországba szerződtem, egy álom vált valóra."
17 nappal leigazolása után csereként debütált az Európa Ligában, egy Asztana elleni csoportmérkőzésen (3-0). A Ligában 2014. augusztus 24-én lépett először pályára, a Levante ellen (2-0), az utolsó 10 percben váltotta Giovani dos Santost. Első góljait a szezon 4. fordulójában szerezte, a Rayo Vallecano ellen (4-2).
2014 decemberében a spanyol liga a hónap játékosának választotta.

### Argentína U20
2013. január 9-én, Chile ellen debütált a nemzetközi porondon az U20-as Argentin labdarúgó-válogatott színeiben az Észak-Amerikai Utánpótlás-bajnokságon, két nappal később Paraguay ellen szerezte első gólját. A tornát négy mérkőzésen szerzett két góllal fejezte be.

## Sikerei, díjai

### El-Hilál
- Szaúd-arábiai bajnok: 2020–21
- Szaúd-arábiai kupa: 2019–20, 2022–23
- Szaúd-arábiai szuperkupa: 2021

### Egyéni
- La Liga - a hónap játékosa: 2014. December